# Koen Verweij
Koen Verweij (* 26. August 1990 in Alkmaar) ist ein niederländischer Eisschnellläufer und Inline-Speedskater. Er begann im Alter von acht Jahren mit dem Eisschnelllauf.

## Werdegang

### Eisschnelllauf
Verweij, der im niederländischen Heerenveen wohnt und trainiert, machte mit einem fünften Platz über 10.000 Meter, bei den Niederländischen Meisterschaften im Dezember 2007 erstmals auf sich aufmerksam. Mit diesem Ergebnis qualifizierte er sich als Ersatzmann für die Mehrkampfeuropameisterschaften 2008. Bei der Eisschnelllauf-Juniorenweltmeisterschaft 2007 im chinesischen Changchun gewann er im Mehrkampf hinter Jan Blokhuijsen die Silbermedaille. Im folgenden Jahr sicherte er sich in Zakopane seinen ersten Juniorentitel, den er bei den Junioren-Weltmeisterschaften 2010 in Moskau verteidigen konnte. Bei den Niederländischen Meisterschaften 2009 wurde er Vierter und qualifizierte sich damit direkt für die Mehrkampfeuropameisterschaft 2009 in seiner Heimatstadt Heerenveen. Nachdem er jedoch im Rennen über 500 Meter stürzte wurde er am Ende nur 12. und damit letzter der Finalteilnehmer. Nach seinen Erfolgen des Winters 2008/09 erhielt er zum zweiten Mal nach 2006 den Egbert van 't Oever Aanmoedigingsprijs für den erfolgreichsten niederländischen Nachwuchs-Eisschnellläufer. Zur Saison 2009/10 startete Verweij erstmals im Eisschnelllauf-Weltcup. Im folgenden Jahr wechselte er zum Team Hart und wurde dort von Jan van Veen trainiert.
Bei der Weltmeisterschaft 2012 in Heerenveen gewann Verweij zusammen mit Sven Kramer und Jan Blokhuijsen die Goldmedaille in der Teamverfolgung. 2013 konnte das Team in gleicher Besetzung seinen Titel erfolgreich verteidigen. Bei den Olympischen Winterspielen 2014 in Sotschi gewann er hinter dem Polen Zbigniew Bródka über 1500 Meter die Silbermedaille, wobei er lediglich 0,003 Sekunden Rückstand hatte. In der Teamverfolgung wurde er mit Blokhuijsen und Kramer Olympiasieger. Eine Woche nach den Olympischen Spielen gewann Verweij den niederländischen Allround-Titel dank Siegen in den 500, 5000, 1500 und einem zweiten Platz über 10.000 Meter. Für seinen Erfolg bei den Olympischen Spielen wurde er mit dem Orden von Oranien-Nassau als Ritter ausgezeichnet.
Zur Einzelstreckenweltmeisterschaften 2015 konnte sich das Team einen weiteren Weltmeistertitel sichern. Bei der Eisschnelllauf-Mehrkampfeuropameisterschaft 2015 in Tscheljabinsk gewann Verweij die Silbermedaille in der Gesamtwertung. Am 3. Dezember 2017, während der Weltmeisterschaft in Calgary erreichte er über die 1500 Meter in 1:41,95 Minuten einen neuen nationalen Rekord. Eine Woche später verbesserte Verweij diesen Rekord auf 1:41,63 Minuten.
Bei den erstmals ausgetragenen Eisschnelllauf-Europameisterschaften 2018 in Kolomna gewann Verweij Bronze über die 1500 Meter. Bei den Olympischen Winterspielen 2018 in Pyeongchang feierte Verweij zwei weitere Bronzemedaillen im Massenstart sowie in der Teamverfolgung.
Nachdem Verweij bereits ab 2015 ohne Sponsoren selbstfinanziert seinen Sport ausübte, gab er 2018 bekannt, im Winter 2018/19 mangels finanzieller Unterstützung international zu pausieren.

### Inline-Speedskating
Verweij war anfangs parallel zum Eisschnelllauf auch als Inline-Speedskater aktiv. Er gewann bei den Junioren-Weltmeisterschaften 2007 in Cali zwei Bronzemedaillen.

## Persönliche Bestzeiten
| Strecke         | Zeit          | Datum             | Ort            |
| --------------- | ------------- | ----------------- | -------------- |
| 500 m           | 35,64 s       | 12. Februar 2011  | Calgary        |
| 1000 m          | 1:06,94 min   | 10. Dezember 2017 | Salt Lake City |
| 1500 m          | 1:41,63 min ² | 9. Dezember 2017  | Salt Lake City |
| 3000 m          | 3:43,54 min   | 12. März 2010     | Moskau         |
| 5000 m          | 6:09,51 min   | 10. November 2013 | Calgary        |
| 10.000 m        | 13:08,97 min  | 13. Februar 2011  | Calgary        |
| Team-Verfolgung | 3:35,60 min ¹ | 16. November 2013 | Salt Lake City |

¹ = Weltrekord; ² = Nationaler Rekord